# Thaumatocranaus mirabilis
Thaumatocranaus mirabilis is een hooiwagen uit de familie Cranaidae.